# Parīān Mīnā
Parīān Mīnā (persiska: مينا پَريان, پریان مینا, Mīnā Parīān) är en bondby i Iran.   Den ligger i provinsen Lorestan, i den västra delen av landet, 400 km sydväst om huvudstaden Teheran. Parīān Mīnā ligger 1 220 meter över havet och antalet invånare är 111.
Terrängen runt Parīān Mīnā är kuperad åt sydväst, men åt nordost är den platt.Runt Parīān Mīnā är det ganska tätbefolkat, med 52 invånare per kvadratkilometer. Närmaste större samhälle är Kūhdasht, 9,9 km nordost om Parīān Mīnā. Omgivningarna runt Parīān Mīnā är i huvudsak ett öppet busklandskap.